# Torneo de Mendoza
Il Torneo de Mendoza è stato un torneo professionistico di tennis maschile, faceva parte dell'ATP Challenger Tour nella categoria Challenger 50.000 $+H. È stata giocata solo l'edizione del 2016, svoltasi tra il 4 e il 10 gennaio sui campi in terra rossa dell'Andino Tenis Club di Mendoza, in Argentina. Il circuito Challenger aveva già fatto tappa in città nel 1995, con l'unica edizione del Mendoza Challenger.

## Albo d'oro

### Singolare
| Anno | Campione      | Finalista   | Punteggio     |
| ---- | ------------- | ----------- | ------------- |
| 2016 | Gerald Melzer | Axel Michon | 4–6, 6–4, 6–0 |

### Doppio
| Anno | Campione                       | Finalista                      | Punteggio        |
| ---- | ------------------------------ | ------------------------------ | ---------------- |
| 2016 | Máximo González José Hernández | Julio Peralta Horacio Zeballos | 4–6, 6–3, [10–1] |